# Krishnarajpet
Krishnarajpet (en canarés: ಕೃಷ್ಣರಾಜಪೇಟೆ ) es una ciudad de la India en el distrito de Mandya, estado de Karnataka.

## Geografía
Se encuentra a una altitud de 818 m s. n. m. a 163 km de la capital estatal, Bangalore, en la zona horaria UTC +5:30.

## Demografía
Según estimación 2011 contaba con una población de 26 853 habitantes.